# Frente Nacional del Trabajo
El Frente Nacional del Trabajo (FNT) fue un partido político chileno de derecha existente entre 1985 y 1987, y liderado por Sergio Onofre Jarpa, con tintes nacionalistas y populistas.

## Historia

### Antecedentes
Tras el golpe de Estado del 11 de septiembre de 1973 que derrocó al Presidente Salvador Allende de la Unidad Popular, la derecha chilena pasó al ostracismo político, mientras varios de sus militantes y simpatizantes se decantaron por el colaboracionismo y comenzaron a trabajar en distintas áreas del Estado.
Tras la puesta en marcha de la nueva Constitución Política de 1980 comienza la fase constitucional de la dictadura militar, ante lo cual el mundo político se reordena y se reorganiza en función de apoyar al régimen o exigir su salida inmediata del poder, ya sea por la vía pacífica o por la vía armada. En esas circunstancias, tanto la izquierda como la derecha política chilena se encuentran atomizadas en diversos partidos y movimientos, siendo el FNT uno de ellos.

### Actividad política
El movimiento político fue presentado públicamente por el exministro del Interior Sergio Onofre Jarpa el 13 de diciembre de 1985 en la Feria de Peñuelas (Coquimbo), momento en el cual anunció la creación de un «Frente Nacional de Trabajadores». Jarpa anteriormente había sido militante del partido Acción Nacional y posteriormente fundador del Partido Nacional. También formaron parte los exdemócratacristianos Juan de Dios Carmona y William Thayer Arteaga y los exmilitantes de la Democracia Radical, Ángel Faivovich, Germán Picó Cañas y Aquiles Cornejo, además de los políticos Ángel Fantuzzi, Carlos Vilches, Mario Bertolino. y el empresario Jorge Yarur Banna.
Su postura fue crítica respecto a la política económica de la dictadura militar, abogando una economía con mayor presencia del Estado pero sin pasar a llevar la iniciativa privada o el derecho de propiedad. 
El 7 de noviembre de 1986 la comisión política del Partido Democracia Social acordó incorporarse al FNT. En agosto del mismo año se había incorporado también el Movimiento Social Cristiano que lideraban Juan de Dios Carmona y William Thayer Arteaga. Estas colectividades nunca se disolvieron formalmente en el FNT, sino que se integraron a éste.
Hacia 1987 el político de centroderecha Andrés Allamand planteó la unificación de la derecha en un solo partido para apoyar en conjunto a la dictadura militar. Así se crea el partido Renovación Nacional, formado por el Frente Nacional del Trabajo de Sergio Onofre Jarpa, el Movimiento de Unión Nacional de Andrés Allamand y la Unión Demócrata Independiente de Jaime Guzmán. Quedan fuera de este nuevo partido a causa de la indecisión política de apoyar o no a la dictadura en un futuro plebiscito que decidiera la continuidad o no del mismo, el Partido Nacional de Patricio Phillips y Democracia Radical de Jaime Tormo.
Los integrantes del FNT que formaron parte de la primera Comisión Política de RN en 1987 fueron Sergio Onofre Jarpa, Gonzalo Eguiguren, William Thayer y Luis Ángel Santibáñez.